# Konopne
Konopne – wieś w Polsce położona w województwie lubelskim, w powiecie hrubieszowskim, w gminie Werbkowice.
| SIMC    | Nazwa      | Rodzaj    |
| ------- | ---------- | --------- |
| 0905014 | Teofilówka | część wsi |

W latach 1975–1998 miejscowość administracyjnie należała do województwa zamojskiego.
Wieś stanowi sołectwo gminy Werbkowice. Według Narodowego Spisu Powszechnego z roku 2011 wieś liczyła 165 mieszkańców i była 21. co do liczby ludności miejscowością gminy.
Wierni Kościoła rzymskokatolickiego należą do parafii św. Jana Chrzciciela w Hostynnem.

## Historia
Według noty Słownika geograficznego Królestwa Polskiego z roku 1883 Konopne, to wieś w powiecie hrubieszowskim, gminie i parafii Werbkowice. Był tu młyn wodny (Konopki) systemu amerykańskiego który wyprodukował w 1880 r. mąki za 70 500 rubli srebrnych.